# Where's Poppa?
Where's Poppa? is een Amerikaanse komische film, gebaseerd op een boek van Robert Klane.

## Rolverdeling
| Acteur           | Personage                   |
| ---------------- | --------------------------- |
| George Segal     | Gordon Hocheiser            |
| Ruth Gordon      | Mrs. Hocheiser              |
| Ron Leibman      | Sidney Hocheiser            |
| Vincent Gardenia | Coach Williams              |
| Trish Van Devere | Louise Callan               |
| Barnard Hughes   | Colonel Warren J. Hendricks |
| Rae Allen        | Gladys Hocheiser            |